# Ферри, Жюль
Жюль-Франсуа́-Ками́ль Ферри́ (фр. Jules François Camille Ferry; 5 апреля 1832, Сен-Дье-де-Вож — 17 марта 1893, Париж) — французский политический и государственный деятель, журналист; министр просвещения в 1879—1883 годах, министр иностранных дел в 1883—1885 годах, премьер-министр в 1880—1881 и 1883—1885 годах. Один из ведущих представителей республиканцев-оппортунистов, Ферри выступал активным проводником антиклерикализма, лаицизма и всеобщего бесплатного начального образования, но также и заморской экспансии, превратившей Францию в крупную колониальную империю.

## Биография
Юрист по образованию, он начал адвокатскую деятельность в 1854 году и много путешествовал по Европе, но вскоре зарекомендовал себя как публицист (в основном в газете «Le Temps») и критик режима Второй империи Наполеона III и таких его фигур, как барон Осман. В 1863 году напечатал брошюру «La lutte électorale de 1863», направленную против избирательных приёмов правительства. Затем в «Temps» появился ряд его статей по вопросам финансовой политики, а также об администрации и финансах города Парижа. Эти последние вызвали ожесточённую полемику в печати; они были собраны автором в книге под заглавием «Comptes fantastiques d’Haussmann» («Фантастические счета Османа», Париж, 1865). Пик его журналистской карьеры приходится на 1868—1870 годы, когда в многочисленных статьях в республиканской прессе он разоблачал политику императора.
Уже в 1863 году Ферри выступал на выборах в законодательный корпус как кандидат радикальной демократии против Луи-Антуана Гарнье-Паже, но сам снял свою кандидатуру. Избран депутатом в Париже в 1869 году против официального кандидата. В законодательном корпусе Ферри выделился как один из видных ораторов республиканской партии. После того, как был сформирован кабинет Эмиля Оливье, Ферри вёл с ним ожесточённую борьбу, попрекал Оливье изменой преданиям отца и республиканским убеждениям молодости. Вместе с другими республиканцами и представителями левого крыла голосовал против кредитов на Франко-прусскую войну.

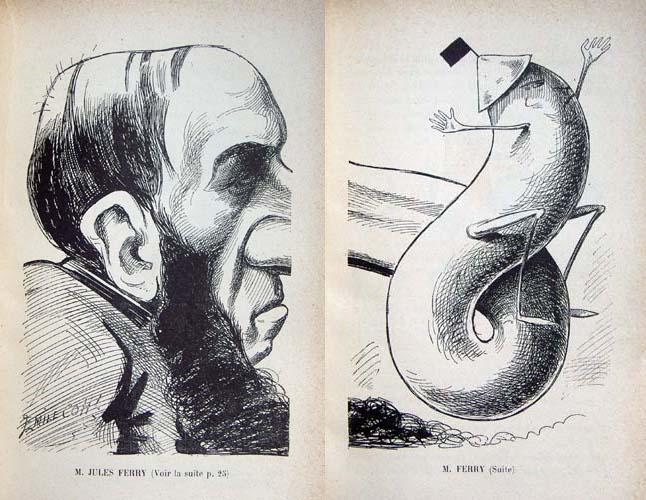
Карикатура на Жюля Ферре. Эмиль Коль, 1887 год.

Революция 4 сентября 1870 года, низвергшая империю, сделала Ферри, как и других парижских депутатов, членом правительства национальной обороны. 6 сентября он стал префектом департамента Сена. Во время возмущения 31 октября был арестован инсургентами, но освобождён через несколько часов верными правительству войсками. 15 ноября, после выхода в отставку Эмиля Араго, Ферри стал мэром Парижа, а 18 января 1871 года был председателем собрания парижских мэров, постановившего выдавать населению хлеб порционно.
Во время парижского восстания 22 января он находился в здании городской ратуши, осажденной восставшим батальоном национальной гвардии, и мужественно защищал её, пока не подоспело подкрепление. Избранный департаментом Вогезы в национальное собрание, он подал в отставку вместе со всем правительством национальной обороны. Время Парижской коммуны он провёл вне города. После её падения Луи Адольф Тьер назначил его префектом департамента Сены (24 мая 1871 года), но через 10 дней Ферри отказался от этой должности.
В мае 1872 года он был отправлен французским послом в Афины и оставался там до падения Тьера (24 мая 1873 года), после которого подал в отставку и вернулся в Париж, где вновь занял место в Национальном собрании, в рядах республиканской партии; одно время был его вице-президентом. Произнёс несколько замечательных речей о необходимости распущения Национального собрания, как не соответствующего настроению страны, о желательных реформах в высшем образовании и т. д. Голосовал за конституционные законы 1875 году.
Так же, как и многие его современники, был масоном. Состоял в масонской «Эльзас—
Лотарингской» ложе, основанной в Париже в 1872 году Великим востоком Франции.

### Избрание депутатом

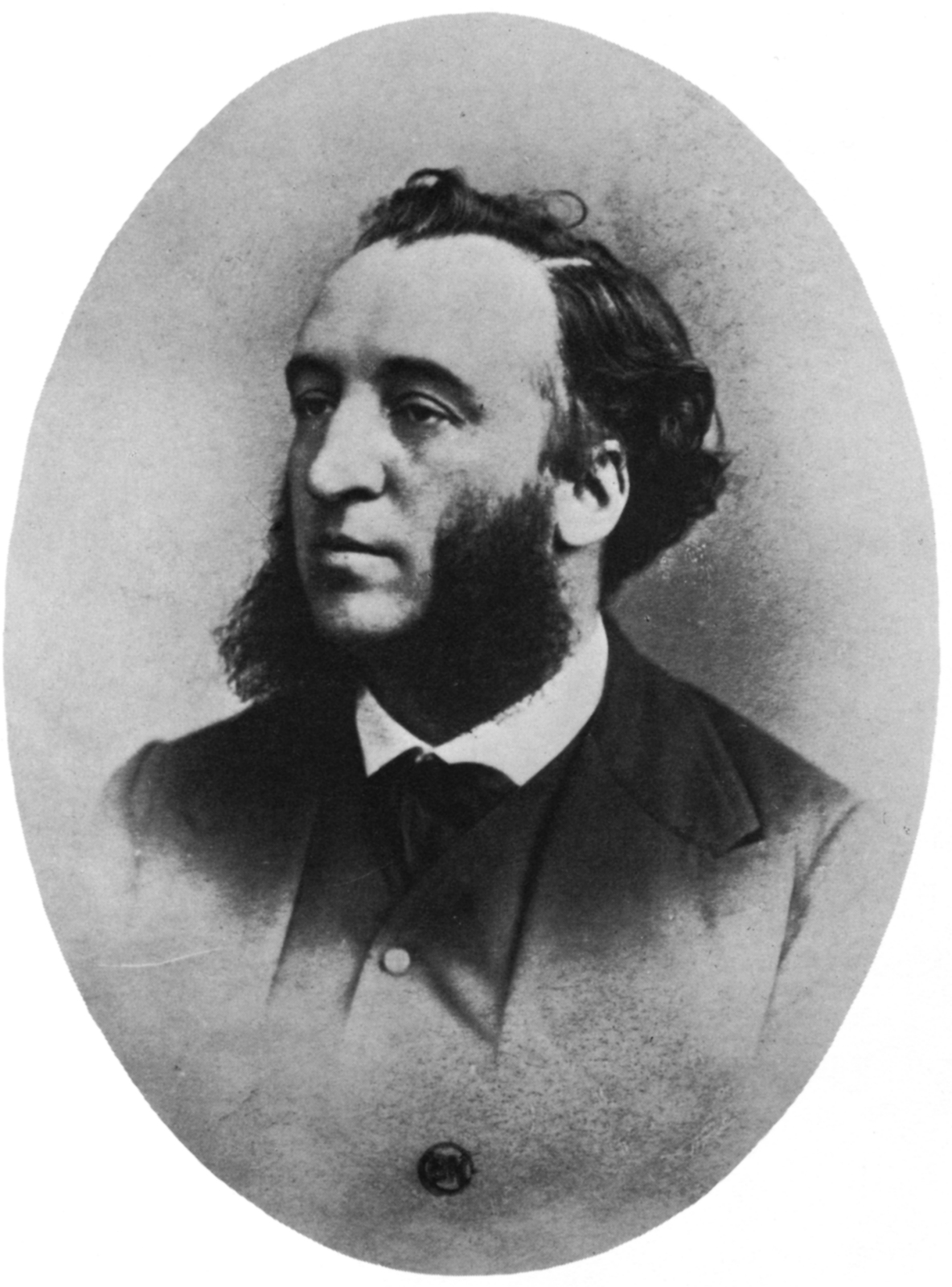

В 1876 году избран в палату депутатов и переизбран в 1877, 1881 и 1885 годах. Принадлежал к числу 363 депутатов, протестовавших против удаления правительства Ж. Симона (16 мая 1877 года); боролся в рядах левой с правительством Брольи, голосовал за возбуждение следствия против правительства по поводу злоупотреблений во время выборов (12 ноября 1877 года), подал голос за то, чтобы палата не вступала ни в какие отношения с новым кабинетом Рошбуе, «и по составу, и по происхождению представляющим отрицание прав парламента» (24 ноября 1877 года).
Во время правительства Дюфора политика Ферри, как и Леона Гамбетты, постепенно становится более умеренной и осторожной. Стремясь к объединению всех республиканских сил и в особенности заботясь о привлечении к республике различных умеренных элементов, Ферри поддерживал правительство, стараясь направить его по более либеральной дороге. После избрания Греви президентом республики Ферри был приглашен в первое составленное новым президентом правительство Ваддингтона на должность министра народного просвещения и изящных искусств и с тех пор в течение 6 лет (до 1885 года, с двухмесячным перерывом во время правительства Гамбетты и шестимесячным во время правительства Дюклерка и Фалльера) был членом или главой правительства.
Наряду с Гамбеттой, с которым он был весьма близок по политическим идеям, но лично очень далёк, даже враждебен, вследствие постоянного соперничества. Ферри был одним из самых замечательных политических деятелей Франции этой эпохи. Вместе с Гамбеттой он из крайне радикального лагеря перешёл в более умеренный и стал одним из столпов, а после смерти Гамбетты (1882) — признанным вождём и лучшим оратором оппортунизма. Помимо склонности к протекционизму, общей у Ферри почти со всеми другими министрами 3-й республики, две черты в особенности характеризуют его политику. Ферри, во-первых, был ожесточённым врагом клерикализма, с которым упорно боролся как в качестве члена правительства, так и в качестве депутата, и решительным сторонником светского обучения, которому оказал крупные услуги; во-вторых, он может считаться в значительной степени инициатором колониальной политики Франции, по крайней мере в новейший период её истории.

### Министр
В качестве министра просвещения и изящных искусств в кабинетах Ваддингтона и Фрейсине (4 февраля 1879 — 23 сентября 1880 года) Ферри, помимо реорганизации управления своим министерством, совместно с Шарлем Зевором выработал законопроект, отнимавший у частных университетов (находившихся в руках духовенства) право раздавать учёные степени и предоставлявший это право исключительно государству, реорганизовавший высший совет народного просвещения, удаляя из него представителей духовенства, и запрещавший (знаменитая ст. 7) членам недозволенных духовных конгрегаций стоять во главе каких бы то ни было частных или общественных учебных заведений и преподавать в них. Закон вызвал бурю негодования во всех клерикальных сферах палат и страны, но после упорной борьбы был проведён, кроме 7-й статьи, отвергнутой сенатом. 29 марта 1880 года правительство Фрейсине издало декрет об изгнании иезуитов из Франции. Когда эта мера вызвала значительное недовольство в стране, Фрейсине готов был отказаться от неё, и это вызвало разногласие между ним и Ферри, приведшее к падению кабинета.
Формирование нового кабинета было поручено Ферри, сохранившему портфель народного просвещения и изящных искусств. Кабинет Ферри (23 сентября 1880 — 14 ноября 1881 года) явился кабинетом борьбы с клерикализмом и вместе с тем колониальной политики; министром морских дел и колоний в этом кабинете был адмирал Жорж Шарль Клуэ, бывший губернатор Мартиники. Ферри провёл закон о свободе собраний и закон о печати, освободивший её от залогов и других стеснений, тяготевших над ней со времён империи, и передавший дела о преступлениях печати в ведение суда присяжных (с некоторыми ограничениями); изменил программы учебных заведений и сделал уроки Закона Божия необязательными; провёл закон о среднем светском женском образовании; добился значительного увеличения кредитов на народное просвещение, в частности — на основание большого количества учительских семинарий; сделал начальное образование бесплатным и обязательным для детей от 7 до 13 лет; со всей суровостью проводил в жизнь декрет об изгнании иезуитов из Франции. Мерам, принятым для лецеизации учебных заведений, враги Ферри дали кличку «изгнания Бога из школы». Тем не менее, ещё в период первого министерства было понятно, что реформы были вызваны не столько личным стремлением Ферри к улучшению положения широких масс населения, сколько совершены под их давлением и угрозой массовых протестов: «Невозможно каждое утро делать революции, нельзя каждый день изобретать новости», — так Ферри высказывался о реформах, по воспоминаниям Фрейсине.
В области иностранной политики правительство Ферри ознаменовано организацией Тунисской экспедиции, в которой были материально заинтересованы весьма многие ближайшие союзники Ферри, в том числе его брат Шарль Ферри (см. Тунис). Экспедиция имела последствием охлаждение отношений между Францией и Италией и присоединение Италии к тройственному союзу с Германией и Австрией против Франции.
Неудачное ведение Тунисской экспедиции вызвало недовольство в парламенте и даже предложение Клемансо об учреждении комиссии для расследования образа действий правительства в этом деле. После ожесточённых четырёхдневных дебатов в палате депутатов, во время которых Гамбетта поддержал правительство, палата отвергла предложение Клемансо и ничтожным большинством голосов приняла благоприятный кабинету переход к очередным делам. Сказавшееся во время этих дебатов настроение палаты убедило Ферри в непрочности его положения, и он, несмотря на выражение доверия, предпочел подать в отставку.
После падения правительства Гамбетты Ферри вошёл в состав второго кабинета Фрейсине (30 января — 7 августа 1882 года) с тем же портфелем народного просвещения и изящных искусств.
После падения кабинета Фаллиера (21 февраля 1883 года) Греви поручил Ферри сформировать кабинет, в котором он взял по-прежнему министерство просвещения, но 20 ноября 1883 года, по выходе в отставку Шальмель-Лакура, стал министром иностранных дел. Этот кабинет Ферри отличался небывалой, начиная с отставки Тьера (1873 год) и не превзойденной до 1896 года, прочностью — он просуществовал более двух лет, до 6 апреля 1885 года. Характер этого правительства Ферри уже значительно отличался от характера его первого кабинета. «Опасность — слева», — заявил Ферри на одном народном собрании — и проводил эту мысль на практике. Борьба с клерикализмом продолжалась, но без прежней энергии; были проведены некоторые демократические реформы (важнейшая из них — закон о синдикатах, разрешавший рабочим вступать в союзы между собой); проведён при поддержке правительства закон Наке о разводе; отменены пожизненные сенаторы, и для выбора депутатов введена система scrutin de liste (применённая на практике на выборах 1885 года, но отменённая перед выборами 1889 года). В то же время велась упорная борьба с радикальными элементами палаты, в особенности на почве экономического законодательства. В особенности важна конвенция, заключённая Рейналем с железнодорожными компаниями, крайне разорительная для государства и выгодная для биржевых сфер.

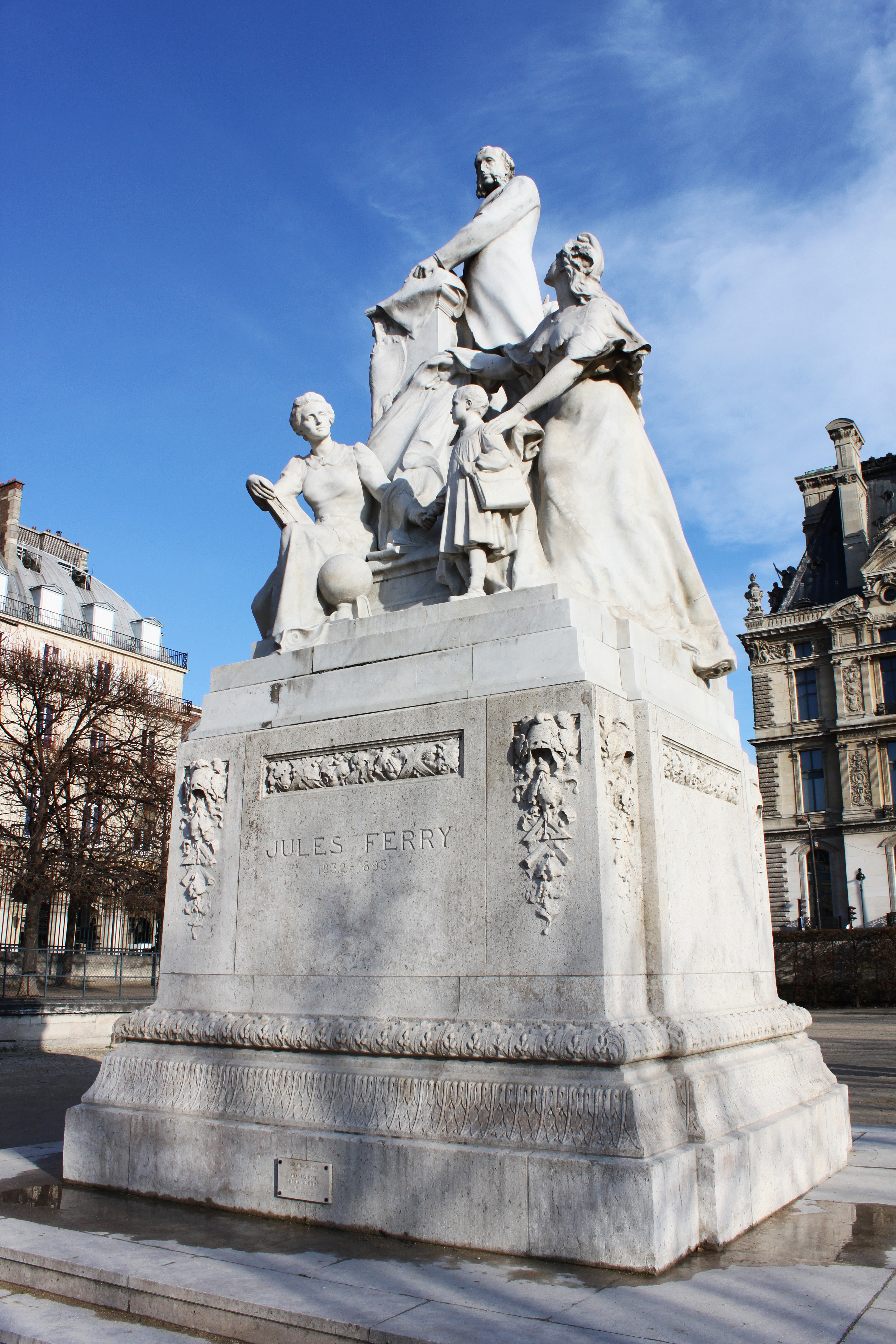
Монумент, установленный Жюлю Ферри в Сен-Дье

Другое крупное дело кабинета, совершённое против желания радикальной части палат, было усиленное и настойчивое продолжение колониальной политики, в особенности Тонкинская экспедиция. Обнаруженная во время этой экспедиции нерасчётливость, недостаток у правительства сведений о силах врага и ряд стратегических ошибок вызвали в стране и в палатах страшное раздражение против Ферри. Палата 306 голосами против 149 выразила недоверие правительству, и Ферри вышел в отставку, провожаемый единодушной ненавистью как радикальных элементов страны, недовольных действиями в интересах денежной и отчасти промышленной буржуазии, так и националистически-шовинистских элементов, возлагавших на него ответственность за неудачу предприятия, в принципе им симпатичного, а также элементов клерикальных. Его клеймили кличкой «тонкинца» или даже «тонкинского убийцы» (Рошфор).
Тем не менее, он прошёл на выборах в палату 1885 года. После отставки Греви значительная часть оппортунистов выставила его кандидатуру на пост президента республики (1887 год). При первой баллотировке он получил 212 голосов из 849; от перебаллотировки он отказался в пользу Карно. В 1888—89 годах Ферри как в палате, так и в народных собраниях принял горячее участие в агитации против генерала Буланже, соединившего под своим знаменем как раз все наиболее враждебные Ферри элементы: радикалов, националистов и клерикалов. Во время этой агитации Ферри в одной из своих речей предостерегал Францию от опасности повторить старую ошибку и принять Катилину за Цезаря; в другой речи он дал Буланже кличку «кафешантанного Сент-Арно». На выборах в 1889 году Ферри потерпел неудачу, но в 1891 году был избран в сенат и вновь принял горячее участие в политической деятельности.
В феврале 1893 года он был избран президентом сената, но через три недели скоропостижно умер. В 1896 году ему открыт памятник на его родине, в Сен-Дье (департамент Вогезы).
Как оратор Ферри был уникален. Его красноречие приближается скорее к английскому, чем к французскому типу: он мало пользовался обычными во Франции ораторскими приёмами и старался скорее убеждать слушателя, чем увлекать. Его речи всегда полны богатым фактическим материалом, но в личной полемике он нередко прибегал к очень злобным и сильным сарказмам.

## Речи Ферри
Собрание его речей (изданное Robiquet, в 6 т.: «Discours et opinions de Jules F.», Париж, 1893-97) представляет ценный материал для истории Третьей республики. Кроме того, он написал «Le Tonkin et la mè re-patrie» (Paris, 1890). См. «J. Ferry, 1832-93» (1896).